# Крушельницька Марія Тарасівна
Марі́я Тара́сівна Крушельни́цька, при народженні Арета Шушкевич (31 грудня 1934, Харків — 15 серпня 2025, Львів) — українська піаністка та музична педагогиня, професор музичної академії, заслужена артистка УРСР, народна артистка України.

## Життєпис
Народилась у м. Харкові через кілька днів після того, як за сфабрикованим звинуваченням комуністи стратили в Києві її батька, Тараса Крушельницького, який разом з частиною родини виїхав з Галичини до СРСР. Щоб приховати від злого поголосу — «ворог народу» — походження своєї доньки, матір (Стефа Крушельницька) назвала її так, як заповів батько — Аретою, і записала під своїм дошлюбним прізвищем — Шушкевич.
Від 1935 р. разом з матір'ю жила в Курську (Росія), куди вони були заслані після страти батька. Під час Другої світової війни з матір'ю переїхала до родини у Львів. Тут їй дали друге ім'я — Марія, на честь бабусі. У 1952 р. закінчила Львівську середню (10-річну) спеціалізовану музичну школу (клас фортепіано О. П'ясецької-Процишин). За сприяння композитора А. Кос-Анатольського (який свого часу знав діда Марії Крушельницької — Антона Крушельницького і приятелював з її батьком) її гру прослухав відомий музикант Г. Нейгауз. Він запросив її на навчання до свого класу в Московську консерваторію. Невдовзі вона почала виступати з сольними концертами. По закінченні консерваторії 1957 р. продовжила навчання в аспірантурі (керівник — Г. Нейгауз).
14 січня 1958 р. був реабілітований її батько і вона отримала новий паспорт, в якому була записана як Марія Крушельницька. 1960 р. закінчила аспірантуру і повернулась до Львова. Стала працювати викладачкою Львівської консерваторії (з 2000 — Львівська музична академія), з 1991 — професором; двічі обиралася її ректором.

## Про творчість Крушельницької
З сольними концертами виступала в Києві та багатьох містах України, а також у країнах Західної Європи й Америки.
У її репертуарі твори: Л. ван Бетховена, Р. Шумана, Й. Брамса, О. Скрябіна, С. Рахманінова, А. Кос-Анатольського, Л. Ревуцького, В. Косенка, С. Людкевича, М. Колесси, Р. Сімовича, Вас. Барвінського, М. Скорика та інших. Виступала також солісткою симфонічних оркестрів Києва, Львова, Донецька (під орудою диригентів М. Колесси, Ю. Луціва, С. Турчака та інших).
Виконавська майстерність Крушельницької відзначається симфонічністю, масштабністю, драматизмом, емоційністю та експресивністю. У її інтерпретації завжди відчутна піднесеність почуттів, неповторний особистий тон інтонації, схвильованість динамічних відтінків. Крушельницька — артистка емоційного типу. Її індивідуальність під час виконання відчутна в мелодійній вимові — в активній, щирій і небайдужій інтонації. Звукова палітра багата й різноманітна. Виконавський стиль — глибоко романтичний і національний.
За доби СРСР Крушельницька награла твори Л. Ревуцького та альбом з двох платівок із творами С. Людкевича (на фірмі «Мелодія»). За часів незалежної України видала компакт-диск з музичними та поетичними творами А. Кос-Анатольського, запис «11 Етюдів у формі старовинних танців» В. Косенка, комплект дисків «Шедеври галицької фортепіанної музики».
Марія Крушельницька — лауреатка Республіканського конкурсу піаністів ім. М. Лисенка в Києві (1962 р., 2-га премія). Серед її учнів — Йожеф Ермінь, Яромир Боженко, Василь Котис, Олексій Кушнір.